# Kalász Márton
Kalász Márton (Somberek, 1934. szeptember 8. – Budapest, 2021. december 30.) a Nemzet Művésze címmel kitüntetett, Kossuth-díjas és kétszeres József Attila-díjas (1971, 1987) magyar költő, író, műfordító, egyetemi tanár. A Magyar Művészeti Akadémia tagja (2009).

## Életpályája

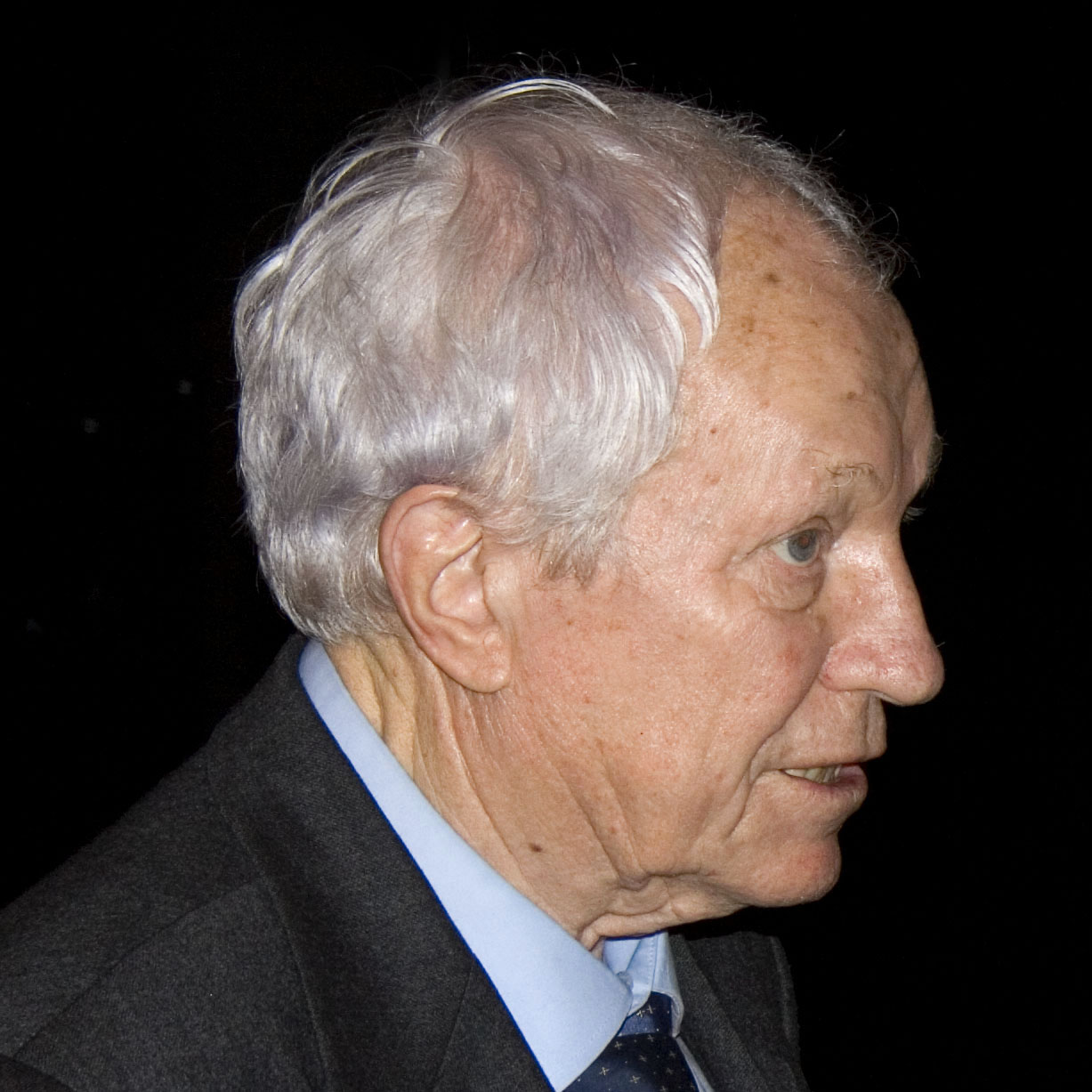
2011-ben

Sombereki sváb család gyermekeként látta meg a napvilágot, iskolás koráig nem beszélte a magyar nyelvet, az irodalmi németet még később sajátította el. Egy német identitású fiatalemberre nyilván sokkolóan hatott a berlini fal, ezzel kapcsolatos emlékeit az utóbbi években írta meg (Berlin – Zárt övezet. Emlékezések, 2010).
1952-ben érettségizett Pécsett. 1953–1957 között az Ormánságban állami gazdaságban dolgozott, Siklóson és Szigetvárott népművelési előadó, művelődésiház-igazgató volt. 1958–1970 között Budapesten a Falurádió riportereként működött, közben 1960-tól tíz éven át az Európa Könyvkiadónál szerkesztőként dolgozott, 1964-ben ösztöndíjasként az NDK-ban járt. 1970-től 15 évig az Új Írásnál munkatársi, majd rovatvezetői munkakört töltött be. 1971–1974 között a berlini Magyar Kultúra Házában munkatársi beosztásban tevékenykedett. 1986-tól a Vigilia főmunkatársa és szerkesztőbizottsági tagja, 1986–1991 között a Jelenkor szerkesztőbizottságának is tagja, 1991–1994 között a stuttgarti Magyar Kulturális és Tájékoztatási Központ igazgatója. 1995-től a Károli Gáspár Református Egyetemen tanít. Budapesten él és alkot.
1991-ig a Vörösmarty Társaság elnöke volt. 2001–2007 között a Magyar Írószövetség elnöke, 2007 óta elnökségi tagja. 2008 óta a Bella István-díj kuratóriumának tagja. 2009 óta volt a Magyar Művészeti Akadémia tagja.

## Költészete
Népdalszerű versekkel kezdte pályáját. Első nagy műve, a Viola d'amour (1969) száz darab nyolcsoros páros rímű versben egy szerelem belső regényét mondja el. Szállás (1978) című kötetétől kezdve verseiben sok a kihagyásos mondat, és gyakori a ritka, régies vagy tájszó. Az imádkozó sáska (1980) című kötet versei a világvárosban élő felnőttről szólnak, akiben a vidéki ősök hagyománya él tovább.
Fordításai (kortárs német költők, így Günter Kunert és Franz Fühmann, Günter Grass tolmácsolója) hozzásegítették ahhoz, hogy a magyar nyelv szokatlan, már-már idegenszerű lehetőségein eltűnődjék. Merész szórendje, mondatszerkesztése feszültséget kelt, és a nyelvteremtés izgalmát érzékelteti. Sorai olykor nemcsak többféleképpen értelmezhetők, hanem többféleképpen olvashatók is.
Verseit gyakran ciklusokba szerkesztette (Viola d'amour, Szállás, Az imádkozó sáska), műgond, választékos nyelvi erő jellemzi költészetét. Legjelentősebb életműve költészete, de mellette kortárs német költőktől való műfordításai és prózai írásai is számottevőek, s műgonddal készültek. Önéletrajzi ihletésű Téli bárány (1986) című regénye, melyben gyermekkori emlékeit eleveníti meg.

## Színházi munkái
A Színházi Adattárban regisztrált bemutatóinak száma: szerzőként: 1; fordítóként: 5.

### Szerzőként
- Tűz-tánc (1958)

### Fordítóként
- Rolf Hochhuth: A helytartó (1966–1967, 2009)
- Kahlau: A csizmás kandúr (1975)
- Barillet-Grédy: Big Love (1989)

## Művei

### Versek
- Hajnali szekerek (1955)
- Ünnep előtt (1961)
- Rapszódiáink évada (1963)
- Változatok a reményre (1967)
- Viola d'amour (1969)
- Éjféli körmenet (1970)
- Hírek Árgyélusnak (1975)
- Megszámított vigasz (válogatott versek 1952–1974, 1976)
- Nyílt versek (1978)
- Szállás (1978)
- Az imádkozó sáska (1980)
- Hozzánk a hóbagoly (1983)
- Ki olvas éjszaka verset? (1987)
- Az utolsó érintés (1989)
- Rejtek (1990)
- Tört mi (1993)
- Próba; vál., szerk. Filippinyi Éva; Magyar Bibliofil Társaság, Budapest, 1994
- Sötét seb (1996)
- A rózsafestő (2000)
- A lét elrejtetlensége. Új és régi versek (2003)
- Más esték, más rurália, 1991–2003 (2004)
- Át a pallón. Válogatott versek; Vörösmarty Társaság, Székesfehérvár, 2004
- Kezdő haláltánc (2006)
- Látható, láthatatlan. Válogatott versek (2007)
- Kalász Márton összes verse; Magyar Napló, Budapest, 2009
- Ki kap szamárkenyeret? Versek gyerekeknek, felnőtteknek; Szent István Társulat, Budapest, 2016
- Annyi ábrándunk. Versek, 2010–2019; Arany János, Budapest, 2019
- Virrasztó – távol; Magyar Napló, Budapest, 2021

### Egyéb művei
- Fejér megyei képeskönyv; szöveg Kalász Márton, fotó Gelencsér Ferenc; Fejér Megyei Tanács, Székesfehérvár, 1975
- Téli bárány (regény, 1986)
- Morgató (gyermekregény, 1986)
- Tizedelőcédulák (próza, 1999)
- Atossza királynő álma (tanulmányok, kritikák, eszék, 2006)
- Berlin – Zárt övezet. Emlékezések (2010)
- Gyermek-Bábel. Novellák, versek, tárcák; Szent István Társulat, Budapest, 2015

### Műfordításai
- Ilja Csavcsavadze: Az éji lovas és más elbeszélő költemények (1961)
- Harry Thürk: A dzsungel előtt meghal a szél (regény, 1963)
- Rolf Hochhuth: A helytartó (dráma, 1966)
- Ehm Welk: Kummerowi pogányok (regény, 1966)
- Günter Kunert: Kicsi, zöld emberkék (elbeszélések, Ember Máriával, Gergely Erzsébettel, 1969)
- Johannes Bobrowski: Téli kiáltás (versek, Hajnal Gáborral, Rónay Györggyel, 1973)
- Atanasz Dalcsev: Őszi hazatérés (versek, Fodor Andrással, Nagy Lászlóval, 1974)
- Franz Fühmann: Huszonkét nap, vagy az élet útjának fele (naplójegyzet, 1976)
- I. Geiling: Állatok tavasszal (képes mesekönyv, 1978)
- Günter Kunert: Miért ír az ember? (tanulmány, Kovács Verával, 1981)
- Uwe Gressmann versei (versek, 1983)
- Vadalma, vadalma, magva de keserű. A magyarországi németek népköltése; vál., utószó Manherz Károly, ford. Kalász Márton; Európa, Budapest, 1984
- Michael Ende: Momo, avagy furcsa történet az időtolvajokról s a gyermekről, aki visszahozta az embereknek az ellopott időt (meseregény, 1986)
- Gerhard Holtz-Baumert: Fejrezge Alfonz kétbalkezes vidám viszontagságai (ifjúsági regény, 1986)
- Christoph Meckel: Fény (regény, 1987)
- Franz Fühmann: Szájensz fiksön (elbeszélés, ford. Hell Györggyel, 1990)
- Vadalma, vadalma, magva de keserű! A magyarországi németek népköltése; vál., utószó Manherz Károly, ford. Kalász Márton; ELTE Germanisztikai Intézet, Budapest, 1995

## Díjai, elismerései
- József Attila-díj (1971, 1987)

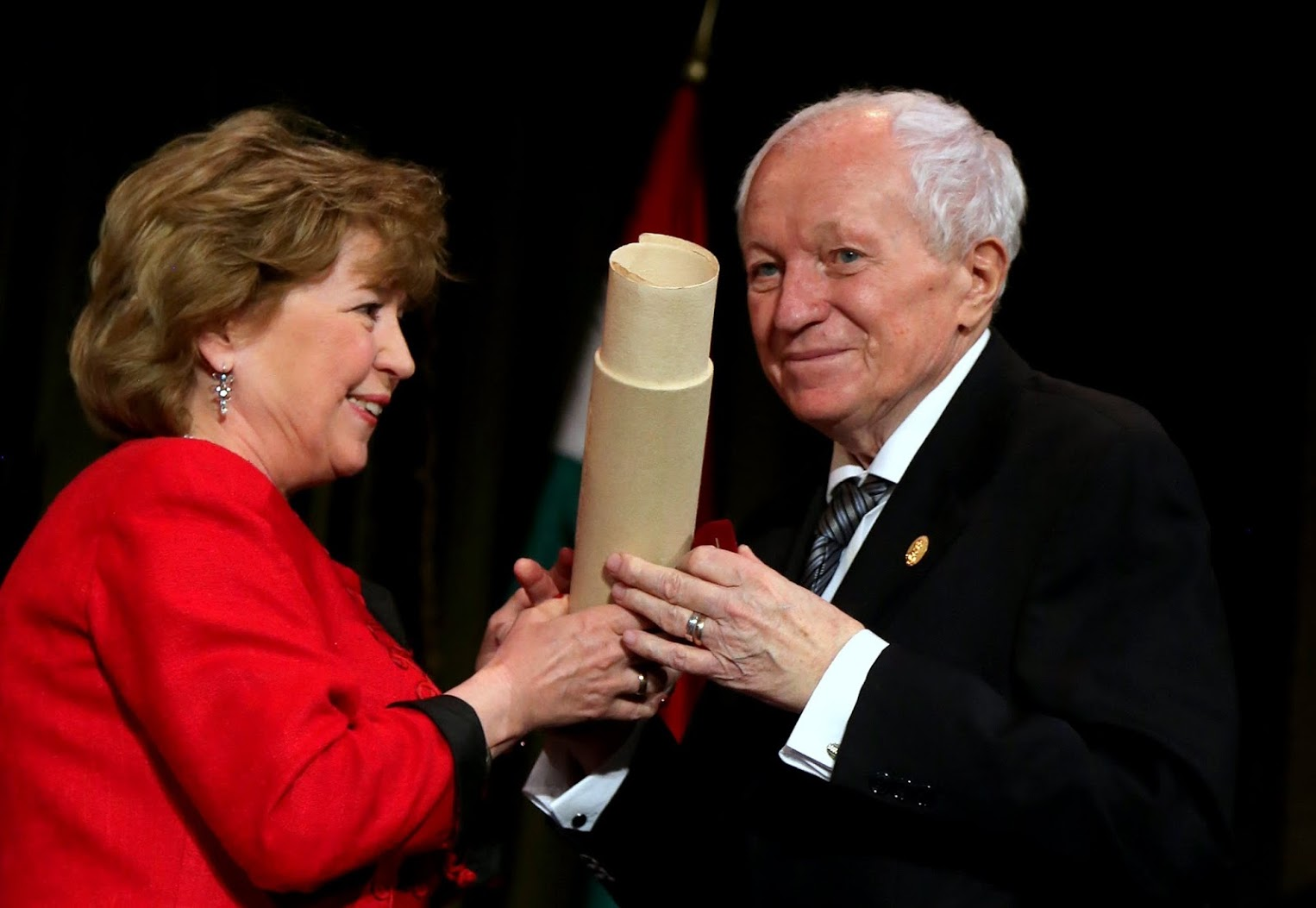
Kalász Márton a Magyar Örökség díj átvételekor (Pesti Vigadó, 2014. március 22.)

- Az Európa Könyvkiadó Nívódíja (1983, 1984)
- Radnóti-díj (1985)
- Év Gyermekkönyve díj (1987)
- IRAT-nívódíj (1991)
- A Magyar Köztársasági Érdemrend középkeresztje (1994)
- Artisjus-díj (1996)
- Weöres Sándor-díj (1996)
- Arany János-díj (2001)
- Deák Dénes-díj (2002)
- Somberek díszpolgára (2004)[6]
- Prima díj (2006)
- Stephanus-díj (2007)
- Szépirodalmi Figyelő-díj (2008)
- Gundel művészeti díj (2011)
- Győri Könyvszalon alkotói díj (2012)[7]
- Balassi Bálint-emlékkard (2013)
- Kossuth-díj (2013)
- Magyar Örökség díj (2014)
- A Nemzet Művésze (2016)
- Újbuda díszpolgára (2018)[8]